# Dynastie Mudaito
La dynastie Mudaito (parfois dynastie Modaytó) est la dynastie dirigeante du Sultanat d'Awsa en Éthiopie. Elle a été fondée par le clan Asaihemara Modaito des Afars venus des régions de La'o et de Doobi.

## Historique
Le Sultanat d'Aussa (Sultanat Afar) a succédé à l'ancien Imamat d'Aussa. Ce dernier régime politique avait vu le jour en 1577, lorsque Muhammad Gasa déplaça sa capitale de Harar à Aussa (Asaita) avec la scission du Sultanat d'Adal en Auwshfdgvhju.
ssa et le Sultanat de Harar. À un moment donné après 1672, Aussa déclina et prit temporairement fin en conjonction avec l'ascension enregistrée de l'Imam Umar Din bin Adam au trône. Le 26 septembre 1725, les Mudaito Afars et leurs alliés de Harla ont envahi Aussa depuis le nord-est d'Eli Da'ar et le centre-ouest d'Andhar Kalu et ont incendié l'État d'Awsa,. Ils ont commencé l'expansion de Modaito à travers Dobi et Kalo en saccageant les colonies d'Adali. Le mois suivant, ils vainquirent les soldats de l'imam Salman, tuant 200 soldats de l'imamat. En 1734, Kedafo l'emporta en tant qu'Amoyta sur l'imamat et établit la dynastie Mudaito. Le symbole principal du sultan était un baton en argent, considéré comme ayant des propriétés magiques.
En juin 1764, les Mudaito étendirent leur zone de contrôle en maîtrisant les tribus Imamat dans et autour d'Awsa. En juillet 1809, l'émir Mahammad bin A'as Ali affronta les Mudaito pour venger le meurtre de son père à Awsa mais a échoué. Dans les années suivantes, les Mudaito ont déclenché de violents coups contre les guerriers pro-imamat d'Adali Debne We'ima lorsque les puissants Adals ont tenté d'arrêter l'avance de Mudaito. En 1814, les Mudaito envahirent Tadjourah, la capitale des Adali Dardars, tuant les dirigeants Adali et détruisant les maisons. Cela a façonné la lutte de pouvoir dans l'histoire Afar en faveur du régime de Mudaito qui a permis l'expansion du sultanat d'Awsa de Mudaito jusqu'à la réorganisation coloniale en 1936.